# Предузеће
Предузеће, фирма, компанија или корпорација (лат. corpus = тело; енгл. corporation,   или Handelsgesellschaft), или привредно друштво, је правно лице које обавља делатност у циљу стицања добити. Корпорација често има слична права као и физичко лице: да поседује имовину, задужује се, тужи или буде тужена. Њена сврха је сједињавање, груписање пословних интереса и представља најчешћи облик пословног удруживања.
Ова дефиниција сачињена је по западној теорији, где је постојала дуга законодавна пракса која се бавила правима и обавезама индивидуалних трговаца. Политичка економија на територијима бивше Југославије најрадије користи појам „предузеће” и више га третира као економску категорију.
Реч „корпорација” потиче од лат. corpus (тело), представљајући „тело сачињено од људи”; то је група људи овлаштена да делује као појединац (Оксфордски енглески речник). Реч „universitas”, такође је кориштена да представља групу људи, али се данас пре свега односи на групу учењака (види Универзитет). У Великој Британији и Републици Ирској, овај појам се односио и на органе локалних власти који су управљали одређеним градским областима, слично месним заједницама. Након 1973. године у Великој Британији, и од 2001. године у Републици Ирској, уведен је нови термин „савет”. Само је Лондонска корпорација задржала стари назив.
У свакодневном, колоквијалном, говору, корпорација се односи на привредни субјект који послује у складу са владиним правним оквирима.
Цркве, интересне групе (непрофитне или добровољне организације или асоцијације), градови и локалне самоуправе (које се могу назвати и „јавне корпорације”), такође имају, историјски утемељен, корпоративни идентитет.
Корпорација је најразвијенији облик друштва капитала. Један од правних облика трговачких друштава; има бројне предности у односу на друге правне облике трговачких друштава. Корпорација је успела да отклони све слабости ортачких друштава, посебно оне које се односе на ризик, будући да у случају банкрота корпорације власник дионица губи само оно што је уложио у дионице.

## Правни положај
Корпорација је друштво капитала, које до средстава за оснивање и пословање долази издавањем дионица. Новчани износ потребан за оснивање и рад корпорације зове се основна главница, која се дели на одређени број дионица. Дионице се налазе у рукама деоничара, власника корпорације. Корпорације се најчешће оснивају као деоничка друштва. У гигантским корпорацијама број деоничара се пење на стотине хиљада па, у неким случајевима, и више од милиона. Корпорација је један од најсавршенијих начина прикупљања капитала, посебно у оним делатностима у којима природа процеса производње захтева велик новац. Корпорације имају сложену организацијску структуру, с већим бројем предузећа (кћери) у свом саставу.

## Врсте
Предузећа, у зависности од оснивача, могу бити јавна и приватна. Јавна предузећа оснива држава или јединица локалне самоуправе ради обављања делатности од општег интереса. Приватно предузеће може основати свако физичко лице и правно лице.
Правне форме привредних друштава су:
- ортачко друштво;
- командитно друштво;
- друштво са ограниченом одговорношћу;
- акционарско друштво.

## Функције
Циљна функција предузећа је добит (профит). Ово карактерише све правне форме предузећа. Предузећима која обављају делатност од општег интереса својствено је да, поред ове циљне функције, могу имати и секундарну циљну функцију. Она се састоји у задовољавању потреба корисника услуга из обављања ове делатности. Није искључено да се предузећа оснивају ради уштеде трошкова својим оснивачима, без обзира на то што Закон о предузећима изричито не предвиђа. У питању су: истраживања тржишта, истраживања налазишта одређених рудних сировина, обављање одређених заједничких функција и слично.
Предузећа организују производњу, нуде на тржиштима одређене количине роба (готових производа), настојећи да максимизирају своје добити. Када одлучују о производњи и понуди, предузећа настоје да своје производе (услуге) продају по таквим ценама, како би покрили цене коштања (однос укупних трошкова производње и промета по јединици производа) и остварили одређени износ добити (на пример, у вредности 10% цене коштања). Предузећа се уздржавају од смањивања цена, јер то могу урадити и конкуренти. Тима могу више изгубити него добити. Овакво понашање предузећа својствено је привредама са израженом конкуренцијом и без значајних инфлаторних и монополистичких тенденција.

## Обележја
Основна обележја предузећа су:
- предузеће има своју економију;
- економију остварује у окружењу са којим је у перманентној комуникацији;
- предузеће је сложен, динамички, економски систем;
- предузеће је пословно-финансијски ентитет, те се као такав руководи, пре свега, пословно-финансијским циљевима;
- процесима и појавама у предузећу управља компетентан менаџмент.

## Корпоративно управљање

### Дефиниција
Корпоративно управљање је систем надзорних механизама помоћу којих сви добављачи пресудних ресурса осигуравају поврате на своја улагања у корпорацију, с пажњом да не угрозе дугорочни просперитет и опстанак пословног система, односно корпорације. Корпоративно управљање је подручје које се бави односима унутар управљачких структура као и односима корпорације са свим битним интересно-утицајним скупинама. 
Основни је критеријум управљања корпорацијским подузећима у њезином саставу посредством већинског власништва над дионицама тих подузећа. Велике корпорације, с обзиром на сложеност своје структуре, приступају процесима дивизионализације организацијске структуре и децентрализације руковођења, те формирању релативно аутономних јединица по делатностима, профитним центрима и стратешким пословним јединицама, како би избегли њихову велику тромост и подстицали прилагођавање захтевима околине у којој делују. 
Корпорације имају, посебно оне највеће, на стотине па и више локалних компанија (подузећа), широм света. Све се те локалне компаније обједињавају у мањи или већи број пословних подручја, односно програма. Једно пословно подручје односно програм може објединити већи број фабрика из различитих земаља које по сродности спадају у одређено пословно подручје.

### Проблем концентрације власништва
Истраживање концентрације власништва указује на низак ниво одвојености власништва и контроле у многима корпорацијама. Висока концентрација власништва у већини случајева спречава опортуно понашање менаџмента у смислу кориштења контроле за своју особну корист. Међутим, висока концентрација власништва има своју цену – велики власници, с уделима који осигуравају контролу могу пратити личне интересе на рачун других интересно-утицајних група, а пре свега на рачун малих деоничара.

### Подручја корпоративног управљања
Подручје корпоративног управљања обухвата корпоративни правни оквир и праксу доношења одлука у надзорним одборима и управама корпорација, разне аспекте корпоративних финансија, закона који регулишу пословање вредносним папирима, стечајне законе, законе који регулишу пословање финансијских институција, односе са запосленицима, уговорно право и теорију, власничка права, компензацијске системе и системе интерног информирања и контроле.

### Кодекс корпоративног управљања
Свесне важности одговорног и етички утемељеног понашања пословних субјеката у оквиру привреде, светске корпорације усвојиле су деломично на властиту иницијативу, а и по препоруци Организације за економску сурадњу и развој (ОЕЦД) етички кодекс пословању којим се обвезују да поштују начела етике у свим својим пословним односима, те су прихватиле обавезу деловања у складу с начелима одговорности, истинитости, делотворности, транспарентности, квалитете, поступања у добром духу, те поштовања добрих пословних обичаја према пословним партнерима, пословном и друштвеном окружењу и властитим запосленицима.